# Live in Cuba (DVD)
Live in Cuba – koncert DVD zespołu Audioslave wydany w 2005 roku. Koncert odbył się 5 czerwca 2005 roku w hawańskiej La Tribuna Anti-Imperialista. Był on darmowy i przyszło na niego około 60 tysięcy osób. Koncert był na tyle ważny, ponieważ był to pierwszy koncert amerykańskiego zespołu w historii Kuby. Płyta Live in Cuba kontynuuje styl muzyczny zespołu Audioslave.

## Lista utworów
DVD:
1. Set It Off
2. Your Time Has Come
3. Like a Stone
4. Spoonman (Soundgarden cover)
5. The Worm
6. Gasoline
7. Heaven's Dead
8. Doesn't Remind Me
9. Be Yourself
10. Bulls On Parade/Sleep Now In The Fire (Rage Againts The Machine cover)
11. Out of Exile
12. Outshined (Soundgarden cover)
13. Shadow On The Sun
14. Black Hole Sun (Soundgarden cover)
15. I Am The Highway
16. Show Me How To Live
17. Cochise

Disc/Side 2
1. Documentary
2. TV Version

Disc/Side 3
1. Be Yourself
2. Loud Love
3. Doesn't Remind Me
4. Out of Exile
5. Sleep Now In The Fire